# Victor (New York)
Victor ist eine Stadt (Town) im Ontario County im US-Bundesstaat New York. Das U.S. Census Bureau hat bei der Volkszählung 2020 eine Einwohnerzahl von 15.860 ermittelt.
Sie liegt nur etwa 20 Kilometer südöstlich von Rochester und etwa 10 Kilometer westlich der Mormonengedenkstätte Cumorah.
Direkt im Süden des einst zum Stammesgebiet der Seneca gehörenden Ortes, gleich neben dem Fort Hill, wurde in der Town of Peace Ganondagan der Irokesenbund gegründet.

## Persönlichkeiten
- Charles Schenk Bradley (1853–1929), Elektrotechniker
- Andrew J. Felt (1833–1912), Politiker
- James Hard (1841–1953), Soldat
- Fred Morton Locke (1861–1930), Erfinder
- Porter Sheldon (1831–1908), Politiker